# Herm (Landes)
Herm é uma comuna francesa na região administrativa da Nova Aquitânia, no departamento de Landes. Estende-se por uma área de 52,08 km². Em 2010 a comuna tinha 1 175 habitantes (densidade: 22,6 hab./km²).